# Nonnenkloster Frauenprießnitz
Das Nonnenkloster Frauenprießnitz bestand von ca. 1250 bis 1539. Für die bislang gängige Methode, dieses Kloster den Zisterzienserinnen zuzuordnen, bestehen keinerlei Nachweise weder in Urkunden noch in der rechtlichen Unterstellung.

## Geschichte
Das Nonnenkloster St. Mauritius in Frauenprießnitz in Thüringen wird 1250 zum ersten Mal urkundlich erwähnt. Die bisherige Annahme, dass es vom Naumburger Moritzkloster besiedelt wurde, ist unbelegt. Ab 1470 diente die Klosterkirche St. Mauritius als Grablege der Schenken von Tautenburg, einer Linie der Schenken von Vargula. Bereits vor der Reformation kam es zur Auflösung des Konvents. Bemühungen, das Kloster wiederzubeleben, scheiterten, so dass der letzte Probst 1539 außer Dienst ging. In den nachfolgenden Jahrzehnten setzte sich der bereits eingesetzte Verfall der Gebäude fort. Lediglich der Chor der Kirche und ein Teil der Umfassungsmauern sind erhalten.
Die mit dem Kloster verbundene Pfarrei wurde 1539 in eine evangelische Pfarrei umgewandelt.